# 丁目
丁目（ちょうめ）は、日本の市町村（特別区を含む。以下同じ。）内に、共通する地域名などにより複数の町（町丁）を設けるときに、数字と併せて「一丁目」「二丁目」のように用いられる助数詞である。
またほとんどの場合で、その前に共通する地域名をつけて「◯◯△丁目」と表される。
なお、堺市（美原区の区域を除く。）では丁（ちょう）と表される（後出の#堺市を参照）。

## 由来
江戸時代初期に書かれた三浦浄心『見聞集』の「本町二丁目の滝山彌次兵衛」という用例が、また『慶長江戸図』などの地図に「◯丁目」の表記があり、17世紀初頭には既に「丁目」という言葉が使われていたようである。
今尾恵介は、「丁目」は長さの単位の「丁」に由来するという説を提示している。多くは、街道や大店が並ぶ往来の多い主要道路に面した町割りの区分に用いられており、これが長さに由来した「丁」を用いた理由と考えられる。たとえば静岡市の中心部（駿府）で戦前まで使われていた江戸時代からの旧町の区域では家康による慶長の町割りによって一丁四方の街区の通り沿いに町の名称及び区域が設定されていた。すなわち、通り沿いの辻から辻までの1丁（約109m）ごとに「◯◯町△丁目」という町名が付けられ文字通り一丁目=1丁であった。街区の内側では丁目を用いた例はほとんどない。
このように「丁目」は、近世以降に成立した城下町、宿場町などにおいて、街路に面した背割り町域の両側町をほぼ1丁（約109m）に区分する場合に用いられる名称であったが、近代以降、特に1962年（昭和37年）に公布・施行された住居表示に関する法律に基づく住居表示制度などによる町の区域の設定においては、距離の基準をまったく失い、同じ地域名を持つ街区の区分名称として用いられる。

## 法的根拠
現行法上、通称ではなく法的根拠を持つ丁目を画するには、2種類の方法がある。
一つは、「△丁目」という文字を含む町名を定める方法である。市町村が地方自治法第260条の規定により町の区域を画するとき、その町の名称を「◯◯町△丁目」と定めることにより、丁目が設定できる。この場合、「◯◯町」とは「◯◯町一丁目」という町の区域、「◯◯町二丁目」という町の区域などを合わせた区域の通称となる。
もう一つは、「◯◯町」という名称の町の区域内に「△丁目」という名称の小字を画する方法である。この場合、「◯◯町」は地方自治法第260条に根拠を有する町であり、「△丁目」は同条に根拠を有する字である。町内の小字である丁目のことを横浜市では字丁目と呼んでいる。

## 数字の表記
漢数字またはアラビア数字のいずれが丁目の数字の表記として正式であるかは、市町村により異なる（「#横浜市」の節で後述するように、同一の市町村内でも異なることがある）。地方自治法第260条では、町又は字の区域及び変更は、市町村長の告示により効力を生ずるとされている（かつては都道府県知事の告示により効力を生ずるとされていた）。よって、告示の表記が町又は字の名称の正式な表記であり、丁目の数字の表記についても、告示の表記により正式な表記が決まる。
漢数字表記を正式とする市町村では、丁目は町の区域の一部又は小字の名称であるので、丁目の数字は固有名詞の一部であるとされる。そして、固有名詞中の漢数字はアラビア数字に改めないのが原則であるので（「六本木」は「6本木」とは書かない）、この原則を丁目の表記にも厳格に適用して、横書きで地番や住居番号をアラビア数字で書くときも丁目の数字は漢数字で書くという立場もある（「六本木一丁目」を「六本木1丁目」と書かない）。
しかしながら、漢数字表記を正式とする市町村であっても、場合によってアラビア数字表記を容認する立場も、公的に採用されている。かつて住民票の住所の表記に関して、大分市長から伺いを受けた大分地方法務局長は、「『二丁目』は固有名詞と解されるが、横書の場合は便宜2丁目と記載してさしつかえない」という見解を添えて、法務省民事局長に照会したことがある。これに対して、民事局長は「貴見のとおりである」と回答した。これを先例として、多数の市町村で、住民票に丁目を記載するときは漢数字をアラビア数字に直して記載している。
今尾恵介の著書によれば、北海道の「条・丁目」の表記にはアラビア数字が広く使われている。札幌市では告示の表記がアラビア数字であり、街区表示板も同様である。
旧自治省の通知によれば、「霞が関一丁目」はローマ字で「Kasumigaseki 1 chôme」と表記する。この通知に従えば、ローマ字表記では丁目の数字はアラビア数字で表すことになる（「itchôme」「nichôme」ではなく「1 chôme」「2 chôme」とする）。

## 略記
「○○町二丁目」という町の名称を略記して「○○町2」と書くことが郵便物の宛名書きなどで一般的に行われている。略記では、丁目の数字と地番または街区符号とをハイフンで結ぶことが多い。よって、「○○町二丁目3番地」や「○○町二丁目4番5号」は、それぞれ「○○町2-3」や「○○町2-4-5」と略する。ハイフンのかわりに「の」や「ノ」を使うこともある。
ただし、北海道の「条・丁目」の場合は事情が異なり、「北51条東15丁目」(札幌市東区)を「北51東15」と略すことができるが、「平岸1条23丁目」(札幌市豊平区)は「平岸1-23」となり（平岸1丁目23番ではない）、その他の地域における略し方と違うので注意が必要である。

## 事例

### 丁目の数
町は必ず丁目に分けなければならないわけではない。もっとも、東京都はかつて、住居表示を実施するための基準の中で、町の名称には丁目を付けるものとすると定めたことがある。
総務大臣が住居表示に関する法律第12条により定めた「街区方式による住居表示の実施基準」では、丁目の数はおおむね4、5丁目程度にとどめることが適当であるとされている。
丁目の数字の大きいものは北海道に多い。北海道帯広市には「西19条南42丁目」という町名がある。これが2020年現在、丁目の数字の最大である。
道外で数字の大きい丁目としては、京都市東山区に「本町二十二丁目」がある。「本町新五丁目」と「本町新六丁目」も含めると、東山区の「本町」には24個の丁目があることになる。
「村名に由来する丁目」の節で後述するように、岩手県花巻市には「万丁目」があるが、これは町内を区分した場合の1万番目の区域を意味する名称ではないので、普通の丁目とは異なる。
また、現行の町名・字名に「0丁目」は見当たらない。バス停の名称としては、北海道上川郡当麻町に「当麻0丁目」がある（道北バス）。
住居表示実施による町の区域及び名称の変更ほかの理由により、「○○町二丁目」や「○○町三丁目」があるのに「○○町一丁目」が見当たらないという例も稀に見られる（東京都千代田区の神田司町、神田多町、神田鍛冶町、千葉県浦安市の舞浜など）。また、北海道の「条・丁目」地区では、その地区の全体形状が方形でない場合、地区の周縁部において丁目に欠番が生じる。例えば、札幌市南区の「南38条」には「西10丁目」と「西11丁目」しか存在しない。また、東京都多摩市の東寺方は一丁目と三丁目は在るが、間の二丁目は存在しない。

### 丁目を付ける場合の町の名称
「街区方式による住居表示の実施基準」には、かつて、町の名称に丁目を付ける場合、できるだけ「○○町△丁目」ではなく「○○△丁目」（「町」の文字を省いたもの）とすることが適当であるという趣旨の規定があった。これに基づいて、例えば東京都墨田区の「錦糸町一丁目」から「錦糸町四丁目」は、住居表示の実施の際、「錦糸一丁目」から「錦糸四丁目」の名称に変更された。この規定に則って、1966年（昭和41年）には「有楽町」も「有楽」へ変更する案が出されたが、当時有楽町に本社を構えていた朝日・読売・毎日の新聞3社などマスコミの反発を招き、実施基準のこの規定は1967年（昭和42年）に削除された。

### 並び方
東京都がかつて定めた基準では、丁目の配列は、1列の放射式とし、場合により環状式とする。特別区の区域内では、放射式の場合、皇居に近い方に一丁目を置き、皇居から遠ざかるにつれて数字が大きくなるように各丁目を置く。特別区内で環状式の場合、「地方的中心」に近い方に一丁目を置く。東京都の市町村の区域では、皇居またはその市町村の中心について放射式または環状式となるように丁目を置く。
北海道の「条・丁目」地区における丁目の並び方については、「条・丁目」の節で後述する。

### 条・丁目
北海道の都市に見られる「条・丁目」は、碁盤の目状に区画された市街地における町の名称をx座標とy座標のような2種類の数字を使い規則的に定める方式である。
札幌市中心部の「条・丁目」地区では、ほぼ東西に走る大通とほぼ南北に走る創成川との交点が座標平面の原点に当たる。x軸に相当するものが大通で、y軸に相当するものが創成川である。そして、第1象限（大通の北、創成川の東）にある町の名称は、その位置に応じて「北y条東x丁目」である。大通から離れるほど、yの数字が大きくなり、創成川から離れるほどxの数字が大きくなる。同様に、第2象限（大通の北、創成川の西）では「北y条西x丁目」、第3象限（大通の南、創成川の西）では「南y条西x丁目」、第4象限（大通の南、創成川の東）では「南y条東x丁目」である。条、丁目ともアラビア数字表記が正式である。
札幌市では、この他、白石区の区域内のおおむね環状通・東北通・厚別川・札幌新道・JR函館本線に囲まれた区域において、環状通を原点とする数直線と「丁目」のみを用いた、「○○通x丁目」という一次元座標型の住所表記が用いられている。この地域では、環状通から南東方向に離れるほどxの数字が大きくなる。北東～南西方向の区分については、「○○通」の部分の名称を変えることによって対応している。
帯広市の「条・丁目」は、東西に走る国道38号と南北に走る国道236号（大通り）との交差点を原点とする。そして、第1象限の町の名称は「東x条北y丁目」となる。このように、東西方向の位置を条の数字で表し、南北方向の位置を丁目の数字で表す（札幌とは逆である）。
「条・丁目」は、このほか旭川市・北見市・岩見沢市・名寄市など内陸の都市で見られる。函館市・釧路市・苫小牧市・小樽市など海沿いの都市には「条・丁目」は見られない。
また、町村の区域の一部では、「丁目」ではなく「線」を採用する町村がある（例：河東郡音更町字下音更北7線西7番地・該当住所は音更町立緑陽台小学校の所在地）。

### 山形県東根市
旧自治省に置かれた住居表示審議会の答申では、道路方式の住居表示（町の名称及び区域と地番（番地）のかわりに道路の名称と住居番号で住所を表す方式）のために道路の名称を定めるときは、必要に応じて、道路を一定間隔ごとに丁目に区切ることが適当であるとされている。山形県東根市の一部ではこの方式の住居表示が実施されており、そこでは、中島通り（なかじまどおり）は一丁目と二丁目に区切られており、若木通り（おさなぎどおり）は一丁目から五丁目までに区切られている。住所の表記は「東根市若木通り一丁目50号」のようになる（例は東根市立神町保育所の所在地）。

### 横浜市
横浜市では、それ自体で一の町である丁目には漢数字を使い、町内の小字である丁目（字丁目）にはアラビア数字を使うのを原則としている。旭区の二俣川は例外で、「二俣川1丁目」も「二俣川2丁目」もそれ自体で一の町をなすが、丁目の数字にはアラビア数字が使われている。

### 静岡県下田市
静岡県下田市の中心部には、「一丁目」から「六丁目」という六の町の名称がある。これらの区域では住居表示が実施されているので、住所の表記は「下田市二丁目4番26号」のようになる（例は下田郵便局の所在地）。

### 三重県名張市の区域及び徳島市の区域の一部
三重県名張市では「○○△丁目」という町の名称は見られない。かわりに「○○△番町」という町の名称が使われている。例えば、名張市役所の所在地の町名は「鴻之台1番町」であり、「鴻之台」で始まる町の名称は「鴻之台5番町」まである。
徳島市では佐古・北佐古・南佐古でこの表記が用いられており、住居表示がなされている。「佐古」「南佐古」で始まる町の名称はそれぞれ「佐古八番町」「南佐古八番町」まで、「北佐古」で始まる町の名称は「北佐古二番町」まである。名張市の区域及び徳島市の区域の一部における「番町」は、ほかの市町村における「丁目」に似ている。

### 堺市
堺市では、美原区の区域（旧南河内郡美原町の区域）を除いて、「丁目」のかわりに「丁」を用いる。1872年（明治5年）の町の名称及び区域の変更以来の伝統という。

### 福島県いわき市、郡山市
福島県いわき市の区域及び郡山市の区域の一部では、「丁目」のかわりに「町目」が使われている。いわき市平一町目、郡山市西田町三町目など。

### 村の名称に由来する丁目
岩手県花巻市には「上北万丁目」「中北万丁目」「下北万丁目」及び「南万丁目」という大字の名称がある。これらは、江戸時代の「北万丁目村」と「南万丁目村」に由来する名称である。同市の「東十二丁目」という地名も江戸時代の「東十二丁目村」に由来する。
埼玉県上尾市には「壱丁目」、八潮市には「二丁目」、春日部市には「八丁目」という大字の名称がある。これは江戸時代の「壱丁目村」「二町目村」、八丁目村に由来する（それぞれ異なる郡に属していた）。
これらの丁目は、町内を区分した場合の区域ではないので、普通の丁目とは性格を異にする。

### 市において「丁目」または「丁」を使用しない例
- 三重県名張市（前述の通り「○○△番町」が使われている。）
- 兵庫県芦屋市

### 日本国外
日本統治時代の台湾や日本統治時代の朝鮮の都市では、日本風に「○○町△丁目」や「○○通△丁目」という地名が見られた。このような地名は日本による統治の終了後、中華民国台湾省では「段」（文武町一丁目→文武街一段など。川端町が螢橋段に改称されるなど、日本風とされた地名が中華風に変更された場合もある）。大韓民国では「○○洞△街」や「○○路△街」と名称が変更された（明倫町四丁目→明倫洞四街、南大門通三丁目→南大門路三街など）。
ニューヨーク市マンハッタンを東西に走る街路は、序数を使って「△th Street」と名付けられており、これを日本語に訳すとき慣習的に「△丁目」と訳している。この場合の丁目は街路の名称であり、区域の名称である日本国内の丁目とは異なる。南北の街路は「＊th Avenue」で「＊番街」である。
道路の区間としての丁目（前述の「#東根市」の節を参照）のことを、台湾では段という。台北市では、住所は道路の名称と住居番号（門牌号碼）で表されるが、長さ500メートル以上かつ幅15メートル以上の道路の名称は、必要に応じて段に区切られる。例えば、台北駅近くの十字路から北に向かう道路のうちのある区間は「中山北路一段」と命名されており、その北には「中山北路二段」「中山北路三段」と命名された区間が続いている。また、その十字路から西に進むと「忠孝西路一段」「忠孝西路二段」があり、東に進むと「忠孝東路一段」「忠孝東路二段」などがある。その十字路から南に進む道は「中山南路」といい、これは段に区切られていない。

## 比喩表現

### 一丁目一番地
日本の政界では、「最優先課題」の意味で一丁目一番地という言葉が用いられている。自由民主党政権下の1980年代より使用されていたが、民主党に政権交代して以降、鳩山由紀夫、菅直人らが多用したことでメディアで取り上げられる機会が飛躍的に増加した。永田町の一丁目1番に日本水準原点が、内幸町の一丁目1番に帝国ホテルがあるように、一丁目一番地が「重要なもの」「原点」というイメージがあること、数字を含んでいることから2番、3番と続いていくことが連想しやすく優先順位を分かりやすく表していること、「一」を繰り返すことで重要性を強調し、韻を踏んでいて語感が良いことから広まった。しかし、現実の一丁目1番（地）は必ずしも当該地域で最も重要な地点であるとは限らず、東京・銀座のように一丁目1番（地）が存在しない地域も存在する。
これとは別に、国会の本会議で、最前列の席を指して一丁目一番地と表現することもある。

### 地獄の一丁目
大変おそろしい場所や破滅へ向かう第一歩の表現として地獄の一丁目がある。歌舞伎の演目「四千両小判梅葉」（しせんりょうこばんのうめのは）で、牢名主が牢屋の新入りに「ここは地獄の一丁目、二丁目のねえ所だ」と言う場面がある。
別府地獄めぐりの1つ「かまど地獄」では、複数ある源泉（地獄）に地獄1丁目から地獄6丁目と名付けている。（地獄7丁目もあるが、7丁目は源泉ではなく花壇である。）アーケードゲームでは『地獄めぐり』が、各ステージを1丁目、2丁目と称していた。また横浜市の野庭町では、ある特定の時代に小学生だった人の間で第六天が祀られている辺りを地獄の一丁目と呼んでいた。